# Nokkeo Kumman
Koning Somdetch Brhat-Anya Chao Nu Kaeva Kumara, beter bekend onder de naam Nokkeo Kumman, volgde zijn vader Sai Setthathirat I op als 18e koning van Lan Xang in 1571. Hij was een zoon van koning Sai Setthathirat I met een Ayutthayaanse prinses.
Hij werd gekroond in 1571 hoewel hij in hetzelfde jaar geboren was. Een generaal en vertrouweling van zijn vader, werd aangesteld als regent, namelijk Sensulinthara. Deze besloot echter in 1572 om zichzelf te benoemen tot koning. Na een verbanning naar Birma in 1575 en vele woelige jaren werd er door de inwoners van Lan Xang een petitie georganiseerd om hem terug te krijgen van de Birmezen. Toen hij meerderjarig werd in 1591 werd hij door de Birmezen teruggestuurd naar Vientiane en daar gekroond. In 1593 riep hij de onafhankelijkheid uit van Lan Xang en begon prompt een nieuwe oorlog met Birma. Dit zou hem fataal worden en hij stierf in 1596 kinderloos. Hij werd opgevolgd door zijn neef Vorawongse II de zoon van prinses (Chao Fa Nying) Dharmagayi (Kham Khai), een dochter van koning Photisarat I.
Ondanks dat hij een tijdlang uit Lan Xang weg was geweest werd hij door de mensen gezien als de enige rechtmatige koning van Lan Xang.